# Северин Наливайко (срібна монета)
«Севери́н Налива́йко» — срібна ювілейна монета номіналом 20 гривень, випущена Національним банком України, присвячена пам'яті Северина Наливайка (? — 1597) — провідника козацько-селянського повстання 1594—1596 років в Україні проти польського панування.
Монету введено в обіг 26 січня 1998 року. Вона належить до серії «Герої козацької доби».

## Опис монети та характеристики
| Номінал грн. | Метал  | Маса, г      | Діаметр, мм | Якість виготовлення | Гурт     | Тираж, штук |
| ------------ | ------ | ------------ | ----------- | ------------------- | -------- | ----------- |
| 20           | срібло | 31,1 / 33,62 | 38,6        | пруф                | рифлений | 5 000       |

### Аверс
На аверсі монети в центрі у намистовому колі зображена композиція, яка символізує національну ідею Соборності України — об'єднання всіх українських земель: геральдичні фігури покровителя Києва Святого Архістратига Михайла в лицарському обладунку і зі списом та коронованого лева Галицько-Волинського князівства тримають малий Державний герб України — тризуб на щиті. Над композицією розміщена дата «1997» — рік карбування монети. Вгорі по зовнішньому колу напис «УКРАЇНА», внизу у два рядки «20 ГРИВЕНЬ» — позначення номіналу монети. Написи по колу відокремлені один від одного бароковими орнаментами із зображеннями грифонів. Ліворуч від числа «20» позначення і проба дорогоцінного металу «Ag 925», праворуч його вага у чистоті «31,1».

### Реверс

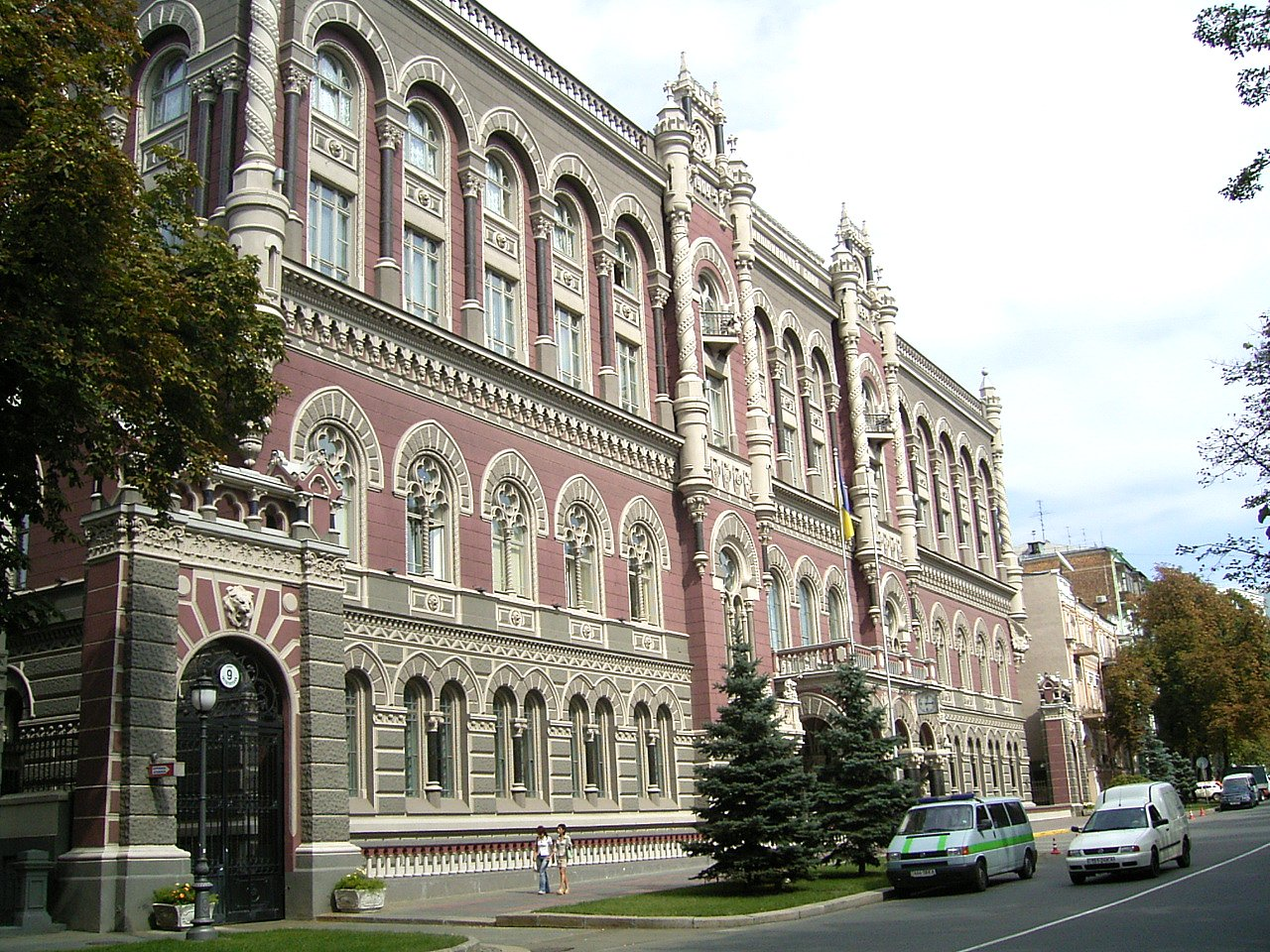
Будівля Національного банку України

На реверсі монети в центрі зображено постать Северина Наливайка на коні з шаблею у правій руці та смолоскипом — у лівій. Внизу та праворуч — фігури озброєних повстанців. На лівому матовому сегменті між зовнішнім кантом монети і намистовим півколом розміщено напис «СЕВЕРИН НАЛИВАЙКО». На правому матовому сегменті у два рядки напис «1594 — 1596» — роки повстання під проводом С. Наливайка.

## Автори
- Художник — Івахненко Олександр.
- Скульптори: аверс — Новаковськи Анджей, реверс — Чайковський Роман.

## Вартість монети
Ціна монети — 575 гривень була вказана на сайті Національного банку України в 2012 році.
Фактична приблизна вартість монети, з роками змінювалася так:
| Рік        | 2010  | 2011  | 2012  | 2013  | 2014  | 2015  | 2016  | 2017  | 2018  | 2019  | 2020  | 2021  | 2022  | 2023  | 2024  | 2025  |
| ---------- | ----- | ----- | ----- | ----- | ----- | ----- | ----- | ----- | ----- | ----- | ----- | ----- | ----- | ----- | ----- | ----- |
| Ціна, грн. | 2 000 | 2 000 | 2 000 | 2 000 | 1 585 | 4 000 | 2 100 | 2 500 | 3 300 | 2 000 | 3 500 | 3 700 | 3 900 | 4 300 | 6 400 | 6 800 |